# Trolejbusy w Krzemieńczuku
Trolejbusy w Krzemieńczuku − system komunikacji trolejbusowej działający w ukraińskim mieście Krzemieńczuk.

## Historia
Pierwsze plany budowy sieci trolejbusowej powstały w latach 50. XX w. Jednak dopiero wraz z rozwojem przemysłu w  mieście rozpoczęto budowę trolejbusów. Pierwszą linię trolejbusową w mieście uruchomiono 6 listopada 1966. Linia połączyła dworzec kolejowy z Электростанция. Po uruchomieniu linii trolejbusy nocowały na trasie gdyż nie ukończono zajezdni trolejbusowej. W latach 70. XX w. w mieście istniały trzy linie trolejbusowe. W latach 80. XX w. sieć trolejbusowa osiągnęła swój szczyt, w mieście było wówczas 13 linii trolejbusowych. W latach 90. XX w. sytuacja trolejbusów pogorszyła się i zlikwidowano część linii pozostawiając 3 linie. W mieście działa jedna zajezdnia trolejbusowa.

## Perspektywy rozwoju
Dzięki pozyskanym środkom z Europejskiego Banku Inwestycyjnego przez Ministerstwo Infrastruktury Ukrainy planowany jest zakup 10 nowych trolejbusów w ramach programu Miejski Transport Publiczny Ukrainy II. 

## Linie
Obecnie w Krzemieńczuku istnieje 9 linii trolejbusowych:
- № 1. Річковий вокзал — Колісний завод
- № 2. Річковий вокзал — КНПЗ
- № 3. Крюківський міст — Пивзавод (закритий)
- № 3а. Крюківський міст — Маршала Жукова
- № 3б. Крюківський міст — Молодіжний
- № 3д. Крюківський міст — КНПЗ
- № 4. Крюківська лінія (закритий)
- № 5. Річковий вокзал — Молодіжний
- № 6. Колісний завод — КНПЗ
- № 7. Річковий вокзал — Пивзавод (закритий)
- № 8. Сквер Космос -Колісний завод (фактично службовий)
- № 9. Пивзавод — КНПЗ (закритий)
- № 10. Пивзавод — БВК (тимчасово не працює)
- № 13. Крюківський міст — Колісний завод

## Tabor
Początkowo posiadano 19 trolejbusów Киев-4. W ostatnich latach zakupiono kilka nowych trolejbusów. Łącznie w eksploatacji znajduje się 56 trolejbusów:
- ZiU-9 − 37 trolejbusów
- YMZ T1 − 9 trolejbusów
- YMZ T2 − 5 trolejbusów
- LAZ E183D1 − 3 trolejbusy
- Bogdan T601.11 − 2 trolejbusy